# Benamocarra
Benamocarra er en by og kommune i det sydlige Spanien i provinsen Málaga. Den har et indbyggertal på 3.115 (2024) indbyggere.